# Mariage du diadoque Paul de Grèce et de Marie-Chantal Miller
Le mariage du diadoque Paul de Grèce et de Marie-Chantal Miller se déroule le 1er juillet 1995 à Londres, au Royaume-Uni. Organisé à la cathédrale Sainte-Sophie et financé par le père de la mariée, il déclenche les critiques du gouvernement grec, qui accuse les membres de l'ancienne famille royale de vouloir déstabiliser la République hellénique.

## Rencontre du couple
Le diadoque Paul de Grèce et Marie-Chantal Miller font connaissance en 1993, lors d'une fête donnée par l'armateur grec Stávros Niárchos à La Nouvelle-Orléans,. Le jeune homme est le fils aîné de l'ancien roi Constantin II de Grèce. La jeune femme est la fille du multimillionnaire américain Robert Warren Miller, qui a bâti sa fortune dans le domaine du duty free. Elle est par ailleurs la belle-sœur du millionnaire Christopher Getty (petit-fils de Jean Paul Getty) et du prince Alexander von Fürstenberg (en) (fils d'Egon et de Diane von Fürstenberg). Rapidement, Paul et Marie-Chantal tombent amoureux et se fiancent en 1994.

## Préparatifs du mariage
Peu avant son mariage, le 22 mai 1995, Marie-Chantal abandonne sa foi catholique et se convertit à la religion orthodoxe. Par ailleurs, la future princesse s'initie à l'étude du grec moderne, dans le but de l'enseigner à sa future progéniture,.
L'ancienne famille royale de Grèce étant interdite de séjour dans son pays, le couple célèbre son mariage au Royaume-Uni, lieu d'exil du roi Constantin II et de la reine Anne-Marie depuis 1974,. 

## Festivités prénuptiales
Avant la noce, la reine Élisabeth II du Royaume-Uni offre aux invités un thé à l'hôtel Claridge's, tandis que la reine Margrethe II de Danemark accueille une centaine de convives à bord de son yacht, le Dannebrog, amarré sur la Tamise, près de la tour de Londres. Enfin, un banquet prénuptial a lieu à Wrotham Park.

## Déroulement
Paul et Marie-Chantal s'unissent à la cathédrale Sainte-Sophie de Londres le 1er juillet 1995. La cérémonie est présidée par Grigórios Theochárous, archimandrite de Thyatire et de Grande-Bretagne. C'est le prince des Asturies, cousin germain du diadoque, qui procède à l'échange des anneaux et soutient la couronne au-dessus de la tête des mariés. Durant la cérémonie, Marie-Chantal porte une robe de mariée du couturier italien Valentino. Organisé par Lady Elizabeth Anson, cousine de la reine Élisabeth II,, le mariage réunit quelque 2 500 personnes, dont une douzaine de députés grecs issus de la Nouvelle Démocratie. Malgré la distance, il provoque un énorme scandale politique à Athènes. Le gouvernement grec accuse en effet l'ancienne dynastie de questionner la validité du référendum de 1974 en faisant de l'union du diadoque un véritable mariage princier,,. De fait, l'événement attire plus de têtes couronnées que le mariage du prince Charles et de Lady Diana Spencer, quatorze ans auparavant.
L'union de Paul et Marie-Chantal mobilise par ailleurs des sommes d'argent colossales, puisque la presse estime que 8 millions de dollars ont été dépensés par le père de la mariée pour financer la cérémonie et la réception qui l'a suivie, et qui a eu lieu au château de Hampton Court.
Avant l'organisation de la cérémonie, une télévision privée grecque achète le droit de retransmettre la cérémonie du mariage, ce qui accentue la colère du gouvernement d'Andréas Papandréou. En définitive, quarante-neuf chaînes du monde entier (dont plusieurs grecques) diffusent les épousailles de Paul et de Marie-Chantal.
Les sondages d'opinion réalisés après le mariage révèlent finalement une hausse de la popularité de la famille royale grecque.

## Invités notables

### Famille du marié

Chiffre de Paul et de Marie-Chantal.

- Le roi Constantin II et la reine Anne-Marie, parents du marié[22],[23]
  - La princesse Alexia de Grèce, sœur du marié[22],[23]
  - Le prince Nikólaos de Grèce, frère du marié[22],[23]
  - La princesse Théodora de Grèce, sœur du marié[23]
  - Le prince Phílippos de Grèce, frère du marié[23]
- La reine Sophie et le roi Juan Carlos Ier, tante et oncle paternels du marié[22],[23]
  - Le prince des Asturies, cousin germain du marié[22]
  - La duchesse et le duc de Lugo, cousine germaine du marié et son époux[23]
  - L'infante Cristina d'Espagne, cousine germaine du marié[23]
- La princesse Irène de Grèce, tante paternelle du marié[12]
- La princesse Catherine de Grèce, grand-tante paternelle du marié[24]
- Le prince Michel de Grèce et Marína Karélla, cousin éloigné du marié et son épouse[22],[23]
- La reine mère Ingrid de Danemark, grand-mère maternelle du marié[22],[23]
  - La reine Margrethe II et le prince Henrik de Danemark, tante et oncle maternels du marié[22],[23]
    - Le prince héritier Frederik de Danemark, cousin germain du marié[22],[23]
    - Le prince Joachim de Danemark et Alexandra Manley, cousin germain du marié et sa fiancée[23]

  - La princesse Benedikte de Sayn-Wittgenstein-Berlebourg, tante maternelle du marié[22]
    - Le prince héréditaire Gustave de Sayn-Wittgenstein-Berlebourg, cousin germain du marié[6]
    - La princesse Alexandra de Sayn-Wittgenstein-Berlebourg (en), cousine germaine du marié
    - La princesse Nathalie de Sayn-Wittgenstein-Berlebourg, cousine germaine du marié

### Famille de la mariée
- M. et Mme Robert Warren Miller, parents de la mariée[22]
  - M. et Mme Christopher Getty (en), sœur et beau-frère de la mariée[22]
    - Miss Isabel Getty (en), nièce de la mariée[22]

  - Miss Alexandra Miller et le prince Alexander von Fürstenberg (en), sœur de la mariée et son fiancé[22]

### Autres personnalités
Au total, les festivités réunissent 2 500 convives, dont un nombre important de membres de familles royales, parmi lesquels la reine Élisabeth II du Royaume-Uni et le prince Philip, duc d'Édimbourg, le grand-duc Jean et la grande-duchesse Joséphine-Charlotte de Luxembourg, le roi Albert II et la reine Paola de Belgique, le roi Charles XVI Gustave et la reine Silvia de Suède, le roi Hussein et la reine Noor de Jordanie, le prince héritier Willem-Alexander des Pays-Bas, le prince Karim Aga Khan IV, l'ex-roi Michel Ier de Roumanie, l'ex-roi Siméon II de Bulgarie, l'ex-impératrice Farah d'Iran et la princesse Marie-Gabrielle de Savoie,.
Aucun membre de la famille princière de Monaco n'assiste à l'union de Paul et Marie-Chantal, en raison du mariage civil, le même jour, de la princesse Stéphanie de Monaco et de Daniel Ducruet. La plupart des familles royales européennes étant présentes à Londres, la cérémonie monégasque se voit éclipsée par le mariage du diadoque,.

## Dans la culture populaire

### Littérature
La dramaturge américaine Wendy Wasserstein cite brièvement le  mariage de Paul et Marie-Chantal dans l'essai Shiksa Goddess (2001).
L'écrivaine franco-marocaine Saphia Azzeddine fait, elle aussi, référence au mariage de Paul et Marie-Chantal dans son roman Combien veux-tu m'épouser ? (2013).
L'auteur américain William Norwich fait également une très courte allusion à l'union du couple dans son roman My Mrs Brown (2017).

### Documentaire
En 1998, Helle Bygum réalise un documentaire d'intitulé Bryllupper i Kongehuset (en français « Mariages de la Maison royale ») pour la chaîne danoise DR. Il traite, en partie, des noces du diadoque Paul et de Marie-Chantal Miller.